# كارول بيونتيك
كارول بيونتيك (بالبولندية: Karol Piątek)‏ هو لاعب كرة قدم بولندي في مركز الوسط، ولد في 4 يوليو 1982 في Luzino ‏ في بولندا. لعب مع أركا غدينيا وليخيا غدانسك ونادي ال كي اس ودز ونادي كراكوفيا الرياضي ونيتشيتشا.